# 西村駅
西村駅（せいそんえき）は、中華人民共和国広東省広州市茘湾区環市西路にある広州地下鉄5号線及び8号線の駅である。

## 歴史
- 2009年12月28日：5号線の駅として開業[1]。
- 2022年12月28日：8号線の開業により、乗り換え駅となる[2]。

## 駅構造
両線とも島式ホーム1面2線を有する地下駅。5号線ホームは環市西路りの、8号線ホームは西増路りの地下にある。

### のりば
| 番線                   | 路線    | 行先                 |
| ---------------------- | ------- | -------------------- |
| 5号線ホーム（地下3階） |         |                      |
| 1                      | ■ 5号線 | 広州駅・黄埔新港方面 |
| 2                      | ■ 5号線 | 滘口方面             |
| 8号線ホーム（地下2階） |         |                      |
| 3                      | ■ 8号線 | 滘心方面             |
| 4                      | ■ 8号線 | 万勝囲方面           |

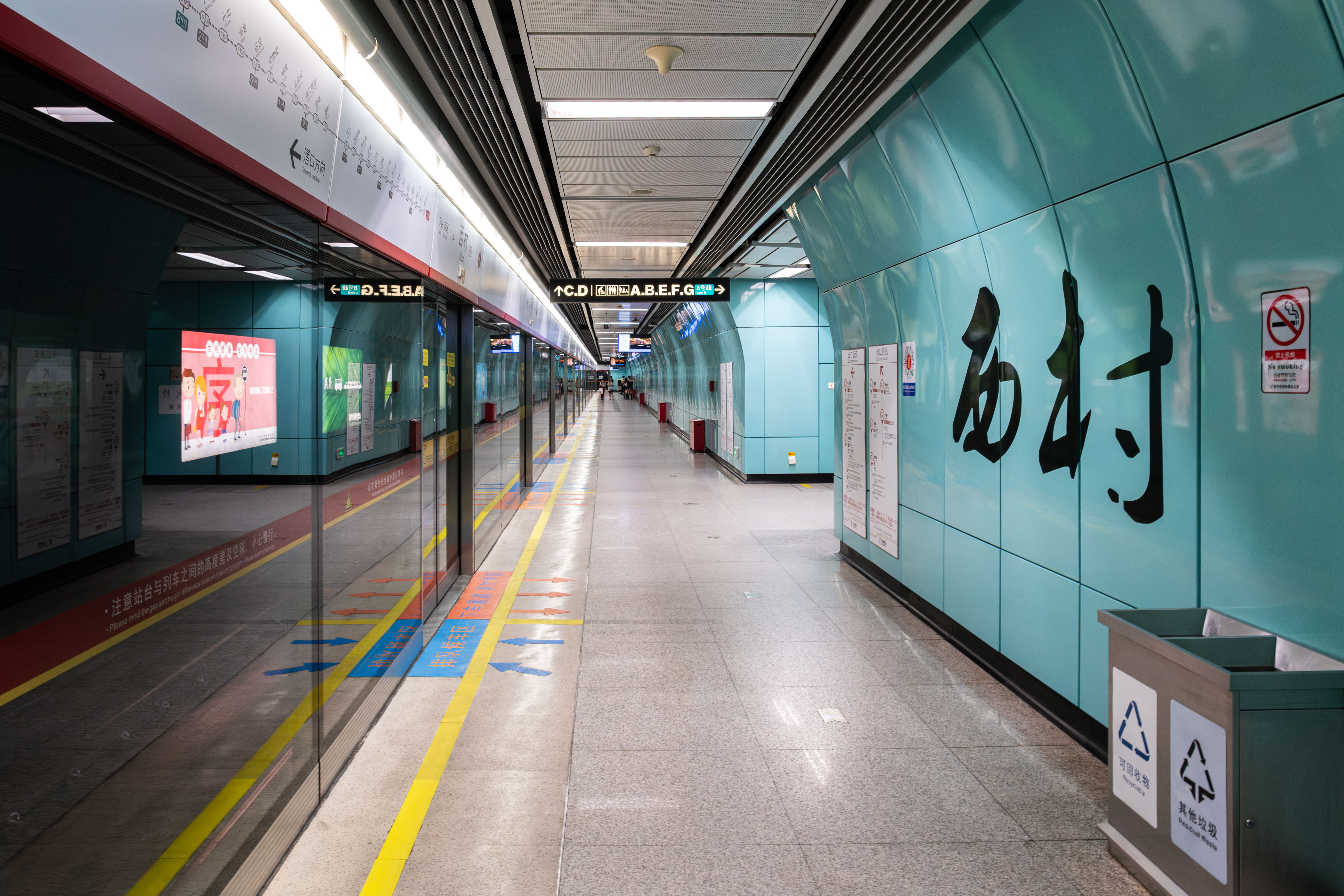
5号線ホーム
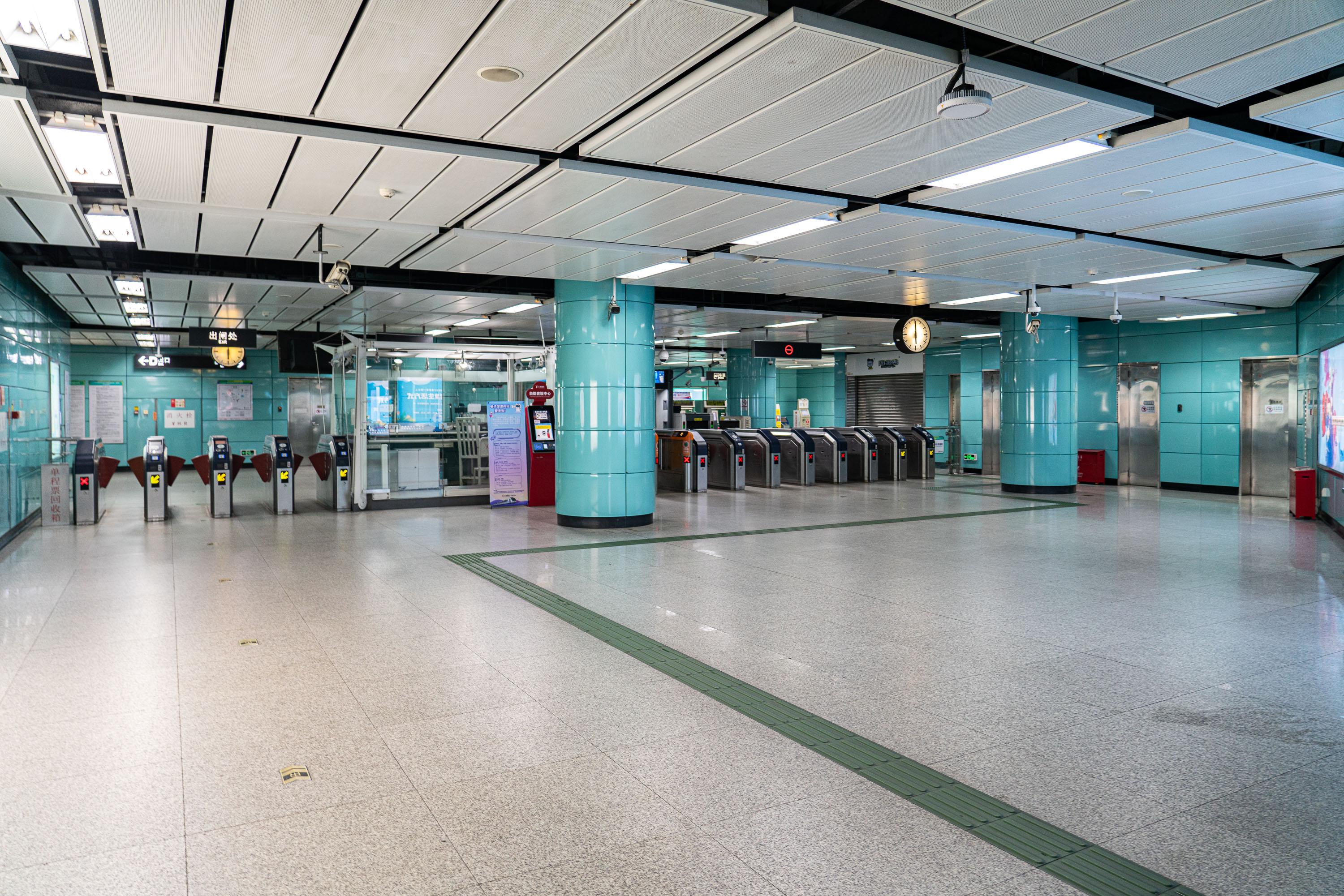
北コンコース（5号線）
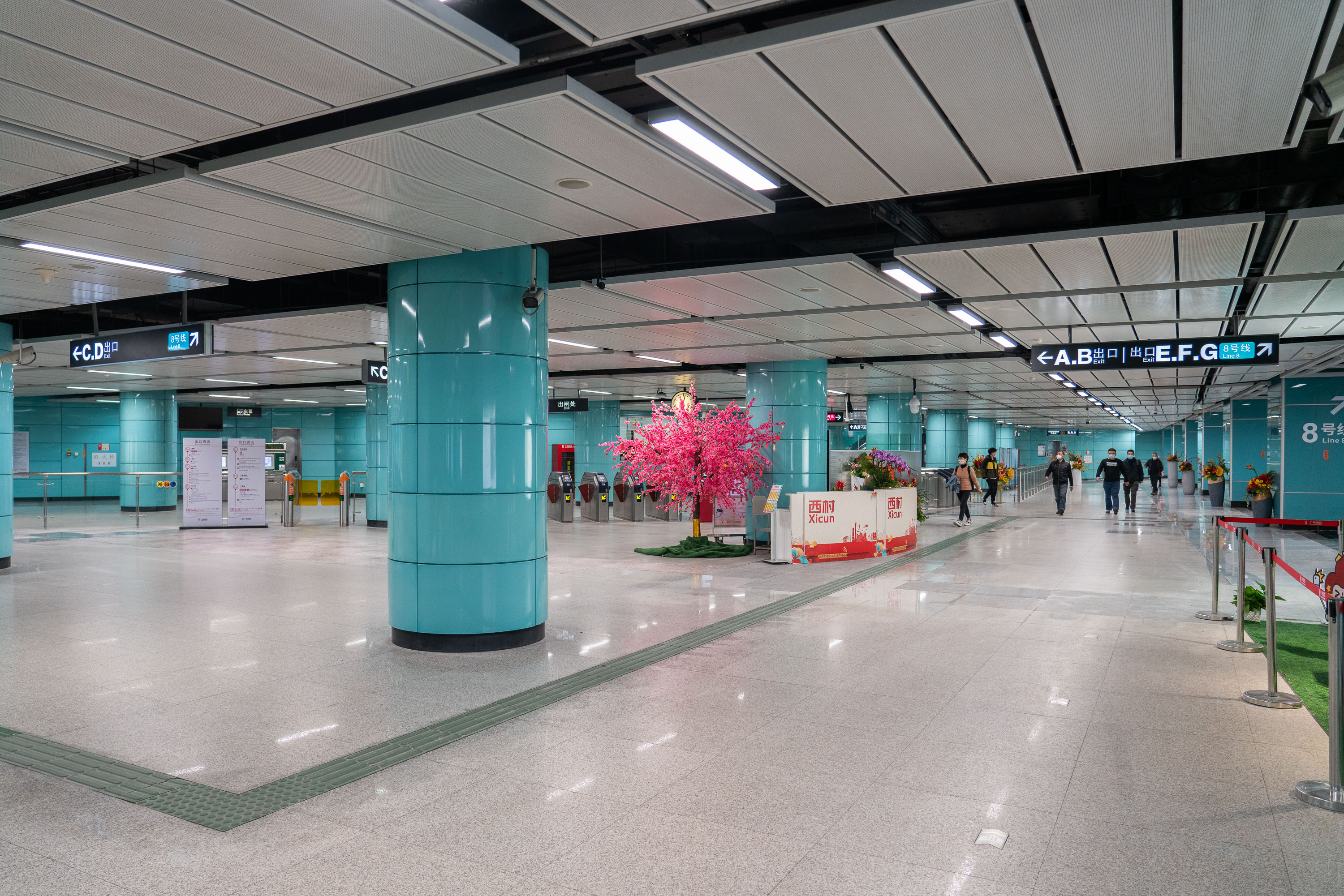
南コンコース（5号線・8号線）（5号線側）
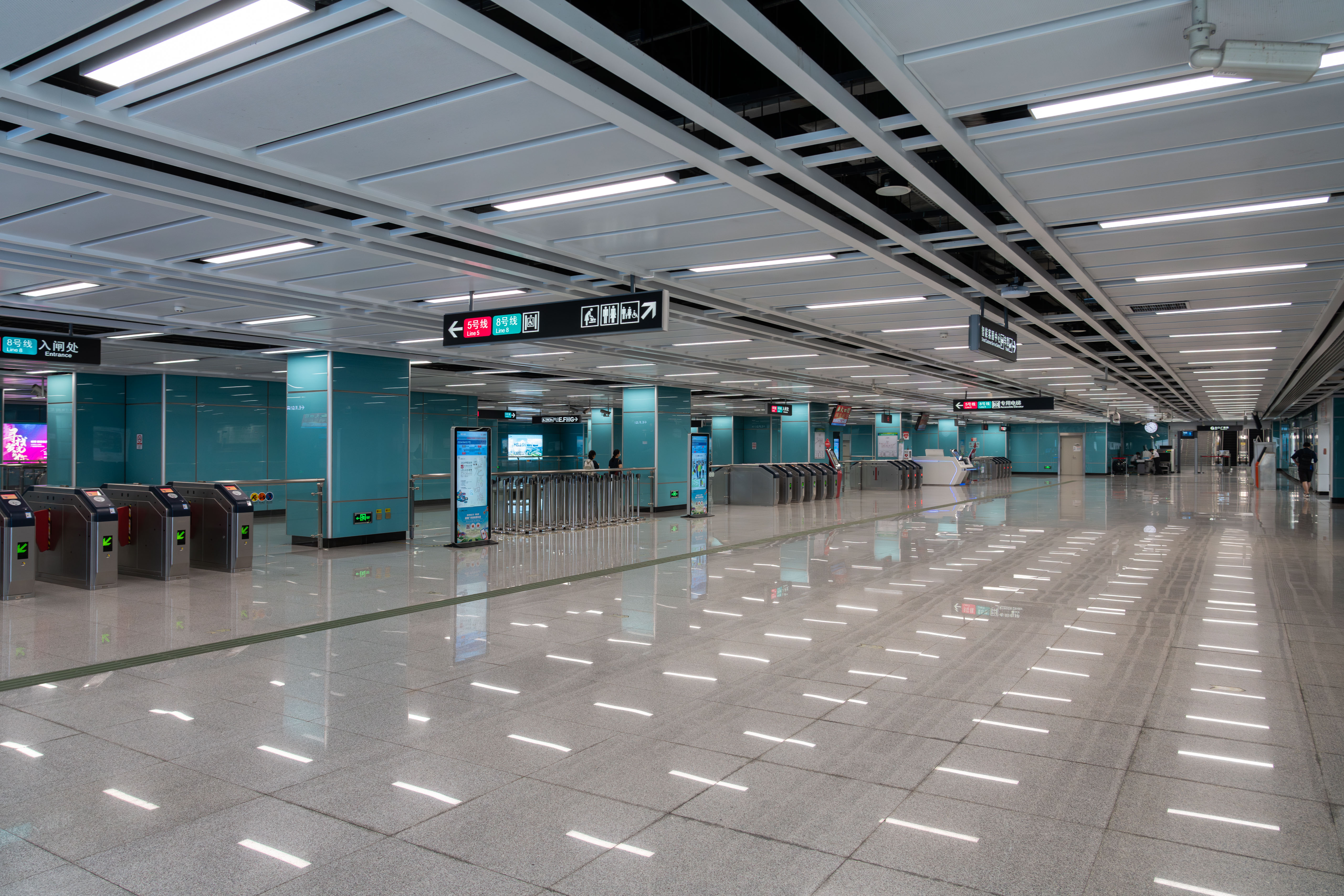
南コンコース（5号線・8号線）（8号線側）

## 駅周辺
- 永安居
- 環市西路小学
- 広東省広雅中学
- 君薈茗軒
- 西湾ビル
- 大崗元社区
- 広州協和学校
- 茘新ビル

## 隣の駅
広州地下鉄
■ 5号線
西場駅 504 - 西村駅 505 - 広州駅 506
■ 8号線
鵝掌坦駅 809 - 西村駅 810 - 彩虹橋駅 811